# Csilla Fodor
Csilla Fodor (Budapest, 1º ottobre 1975) è un'ex cestista ungherese.

## Carriera
Con l'Ungheria ha disputato i Campionati europei del 1997 e i Campionati mondiali del 1998.